# 卡维扎纳
卡维扎纳（義大利語：Cavizzana），是意大利特伦托自治省的一个市镇。总面积3平方公里，人口259人，人口密度86.3人/平方公里（2009年）。ISTAT代码为022054。